# Schloss Stampfen
Das Schloss Stampfen (auch Schloss Stupava, slowakisch Kaštieľ Stupava, auch Pálffyovský kaštieľ, zu deutsch Pálffy-Schloss genannt) ist ein Schloss in der westslowakischen Stadt Stupava (deutsch Stampfen). Es befindet sich im Stadtzentrum am westlichen Rand des Schlossparks.

## Beschreibung und Geschichte

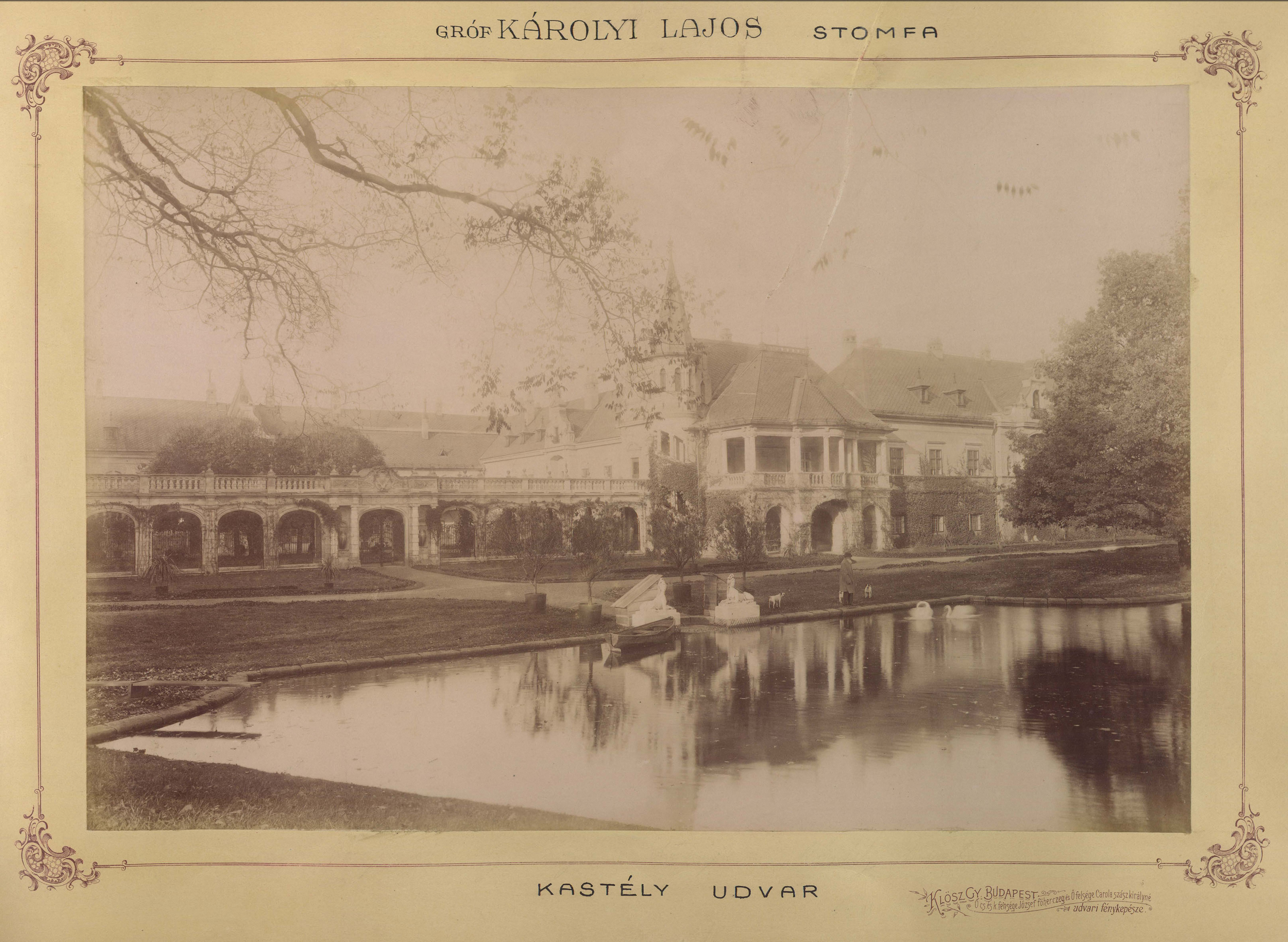
Historische Fotografie aus den 1890er Jahren

Die genaue Geschichte vor dem heutigen Schlossbau ist unklar. Nach gängiger Darstellung steht das Schloss auf den Fundamenten einer vor 1271 erbauten mittelalterlichen Wasserburg, nach einigen Historikern ist jedoch die Lage der alten Burg Stampfen mit der nahen Burg Ballenstein (slowakisch Pajštún) oder Dračí hrádok (deutsch Drach-Kugel-Schloss), beide weiter östlich auf einem Bergrücken bei Borinka, identisch. Unumstritten sind die Zugehörigkeit zu den königlichen Burgen im Jahr 1280 sowie häufige Besitzerwechsel im Spätmittelalter. 1519 wurde das Herrschaftsgebiet Besitz des Geschlechts Serédy, 1553 erwarb das Haus Salm-Neuburg die Burg. Von 1592 (Erwerb durch Nikolaus II. Pálffy) bis 1867 gehörte das Herrschaftsgebiet der ungarischen Magnatenfamilie Pálffy.
Der ungarische Palatin Paul Pálffy ließ gegen Mitte des 17. Jahrhunderts das ursprüngliche Bauobjekt in ein befestigtes Schloss im Frühbarockstil umbauen. Weitere Umbauten erfolgten im 18. Jahrhundert unter Nikolaus VIII. von Palffy und Leopold II. von Pálffy, dabei entstanden der Hof und die Schlosskapelle. 1867 verkauften die Pálffys das Schloss an die Familie Károlyi, die es in einem historisierenden Stil, teilweise mit Spuren des Jugendstils, umbauen ließ.
Die Károlyis bewohnten das Schloss bis April 1945. Im Zuge der Kämpfe in der Endphase des Zweiten Weltkriegs wurde das Anwesen beschädigt. Unmittelbar nach Kriegsende wurde es nationalisiert und im Bau die Gemeindepolizei untergebracht. Nach einem Brand im Jahr 1947 wurde das Schloss 1956–58 saniert und dient heute als Altersheim. Der Schlosspark mit einem Teich ist für die Öffentlichkeit zugänglich.